# Spoorlijn Nouvel-Avricourt - Bénestroff
De Spoorlijn Nouvel-Avricourt - Bénestroff was een Franse spoorlijn van Avricourt naar Bénestroff. De lijn was 34,5 km lang en heeft als lijnnummer 100 000.

## Geschiedenis
Het gedeelte tussen Nouvel-Avricourt en Dieuze werd door de Chemins de fer de l'Est geopend op 25 november 1864. Na de Frans-Duitse Oorlog werd de lijn verlengd tot Bénestroff door de Reichseisenbahnen in Elsaß-Lothringen, dit gedeelte werd op 1 mei 1882 geopend. Personenvervoer op de lijn is opgeheven tussen 1958 en 1969. Het goederenvervoer tussen Nouvel-Avricourt en Moussey in 1986, tussen Moussey en Dieuze in 1966 en tussen Dieuze en Bénestroff in 2002. Er zijn plannen om het resterende gedeelte tussen Dieuze en Bénestroff te heropenen voor goederenvervoer, de rest van de lijn is opgebroken.

## Aansluitingen
In de volgende plaatsen is of was er een aansluiting op de volgende spoorlijnen:
Nouvel-Avricourt
RFN 070 000, spoorlijn tussen Noisy-le-Sec en Strasbourg-Ville
RFN 070 338, raccordement van Réchicourt-le-Château
Bénestroff
RFN 097 000, spoorlijn tussen Champigneulles en Sarralbe
RFN 140 000, spoorlijn tussen Réding en Metz-Ville

## Galerij

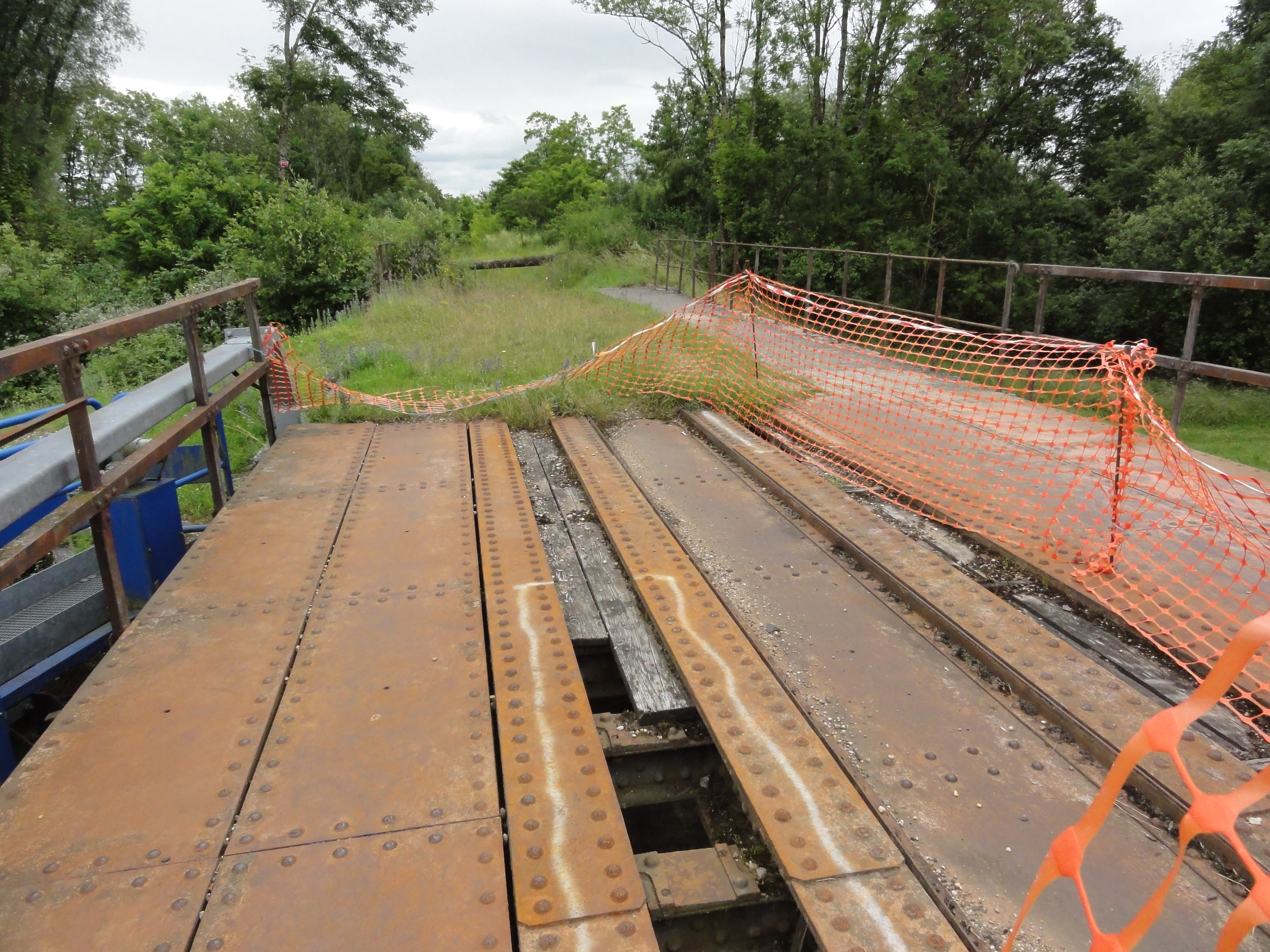
Voormalige spoorbrug bij Moussey
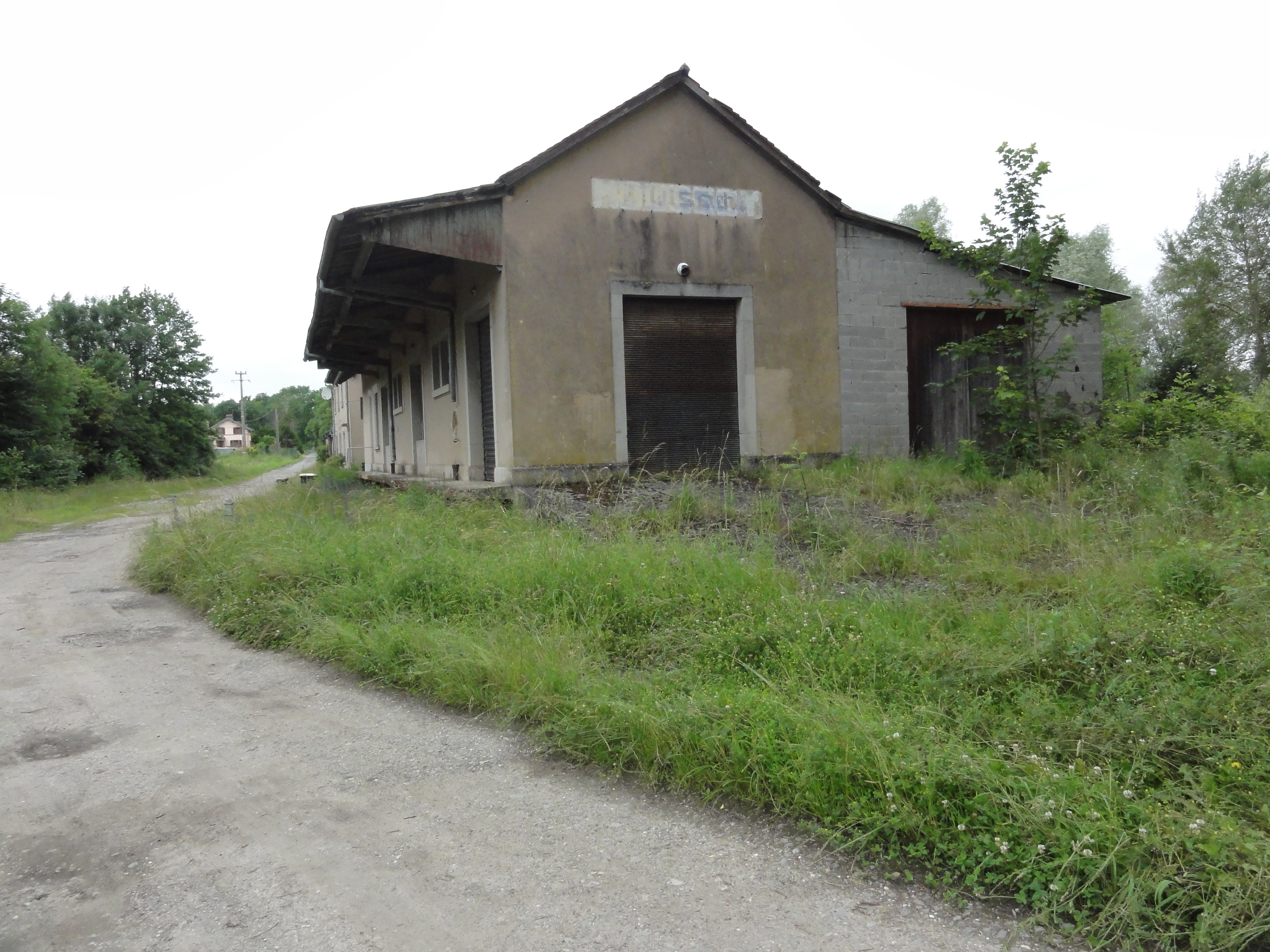
Station Moussey
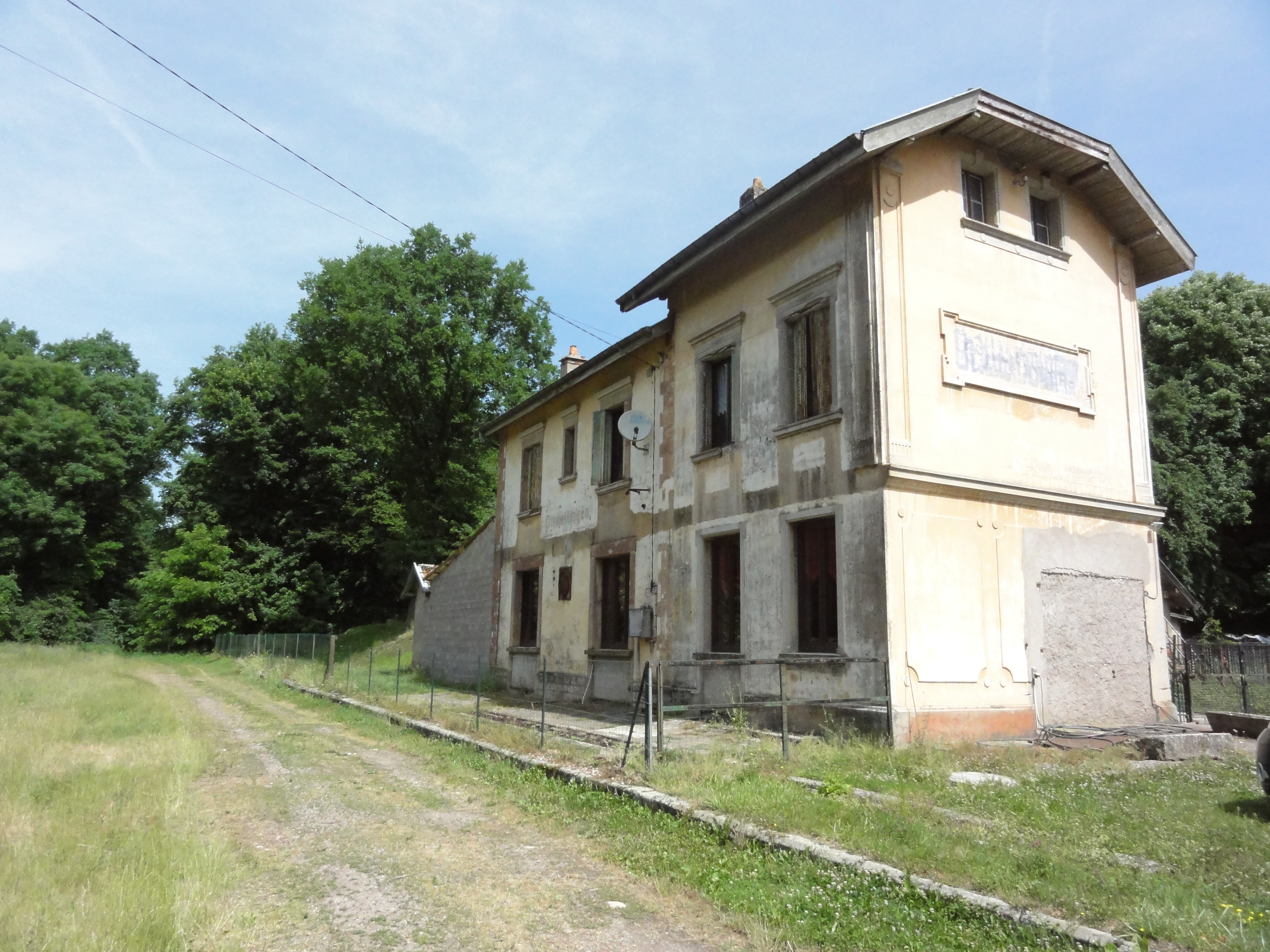
Station Gelucourt
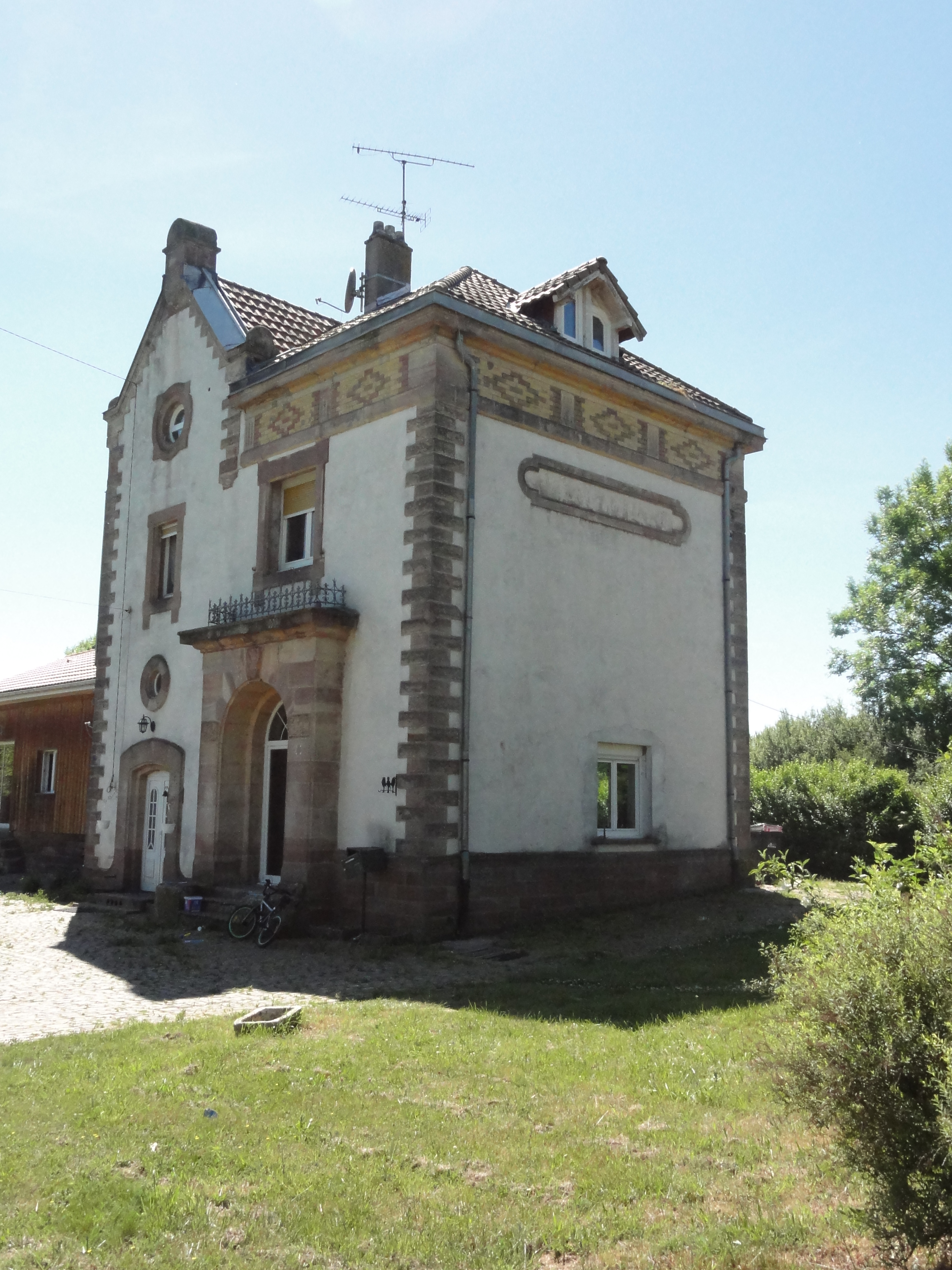
Station Vergaville